# フェルナンド・セギノール
フェルナンド・アルフレド・セギノール・ガルシア（Fernando Alfredo Seguignol Garcia , 1975年1月19日 - ）は、パナマ出身の元プロ野球選手（内野手）。右投両打。
NPBにおける通算左右打席本塁打の世界記録保持者（9回）。

## 経歴

### ヤンキース傘下・エクスポズ時代
ヤンキース3Aやエクスポズなどでプレーし、1998年から2001年まで4年間でメジャー通算172試合出場・打率.251・17本塁打の成績を残していた。

### オリックス時代
2001年12月21日にオリックス・ブルーウェーブが獲得を発表した。オリックスはその数年前からセギノールをリストアップしていたという。また、後に所属することになる日本ハムファイターズもこのころからセギノールへの接触を図っていた。
日本プロ野球 (NPB) 1年目の2002年は一塁手または指名打者として出場し、2002年5月5日の大阪近鉄バファローズ戦と翌5月6日の千葉ロッテマリーンズ戦で2試合連続左右両打席本塁打を記録、更にこの年の7月26日にもシーズン3度目の左右打席本塁打を達成（ともに日本プロ野球史上初）。8月26日までに打率.204・23本塁打の成績を残していたが同日に不調のため出場選手登録を抹消され、そのまま一軍復帰はならず同年9月21日には球団から戦力外通告を受け、1年で解雇となった。

### ヤンキース復帰
2003年はヤンキース傘下の3Aコロンバスに所属して打率.341・28本塁打・87打点の成績を残し、首位打者・本塁打王の2冠王を獲得したほか、メジャー再昇格も果たして松井秀喜のチームメイトとして5試合に出場した。
北海道日本ハムファイターズの小嶋武士オーナー代行は2003年12月10日までに新外国人としてセギノールをライアン・ループ投手とともに獲得する方針を決め、同月12日以降のウインターミーティングで2人との契約交渉に乗り出した。

### 日本ハム時代
2004年2月5日に北海道日本ハムファイターズへの入団が発表され、2年ぶりの日本球界復帰となった。当時の契約内容は1年契約で推定契約金2,000万円・推定年俸7,000万円＋出来高で背番号は5。
開幕直後の打率は4割を大きく越え、4月の月間MVPを受賞。打率.305、本塁打44本、打点108で福岡ダイエーホークスの松中信彦と同数で本塁打王を獲得し、ベストナイン（指名打者部門）にも選ばれた。
2005年は前半戦はいまひとつ調子が上がらず、7月までには16本しか本塁打を打てなかったが、後半戦になると調子を上げ、8・9月だけで15本と本塁打を量産した。前年110三振を記録したが、さらに30個以上多い141三振を喫した。チーム全体でも1151三振を喫し、チーム三振数のプロ野球記録を作る一因となった。
2006年は前半戦に極度の不振に陥り、一時は稲葉篤紀に4番の座を譲ることもあった。本塁打・打点は前年より少なく物足りなかったが、優勝争いを繰り広げていた9月に4割・8本塁打と盛り返し優勝に貢献した。日本シリーズで日本一になった際には歓喜の輪に入りながら人目をはばからず号泣していた（輪の中で同じく泣いていた新庄剛志と慰め合っていた）。日本一のあと一時帰国した際にパスポートが失効していることが判明し、アジアシリーズは出場していない。オフには日本ハム球団が2006年シーズンの契約に契約終了後の優先交渉権を盛り込んでおらず、セギノールの代理人とは契約終了前の11月中には一切連絡が取れない状態だったため、12月1日に日本ハムの支配下を一旦離れフリーエージェント（自由契約）となった。日本ハム側はそれ以後も残留に向けた交渉を行い、他球団からのオファーも無く、2007年に入ってから金銭及び契約年数で双方の歩み寄りがあり、再契約を結んだ。
2007年はシーズン通して不振で調子が上がらず打率.249・本塁打21本と低調な成績に終わった。日本シリーズでは打率.333を記録、2本塁打を放つも、2億6,800万円と言う高年俸もネックとなり、来季の契約更改は行わない方針を球団が掲げ、この年限りで退団となった。その後オリックス・バファローズや横浜ベイスターズが興味を示したが、獲得には至らなかった。

### ロッキーズ傘下時代
2008年3月、コロラド・ロッキーズとマイナー契約を結ぶも、開幕直前に戦力外通告される。

### メキシコ・DETタイガース傘下時代
その後、リーガ・メヒカーナ・デ・ベイスボルのタバスコ・キャトルメンを経て、デトロイト・タイガース傘下の3A・トレドでプレー。

### 楽天時代
同年7月、東北楽天ゴールデンイーグルスと契約。背番号は日本ハム時代と同じ5。楽天の背番号5は2006年9月にエリック・バレントが解雇されて以来、球団と野村克也監督の方針で空き番となっていたため、入団決定と同時に背番号5を貰うことができた。8月にチームに合流してからは、持ち前のパワーを遺憾なく発揮。（打撃のインパクトの瞬間「ハウッ」と雄叫びを上げながら本塁打を打ったことも）9月には月間MVP（パ・リーグ打者部門）に輝いた。最終的にはわずか39試合の出場ながら、打率.324・本塁打13本・打点40点の好成績を収めた。12月、球団から2009年シーズンの契約が合意に達したことが発表され、同年も楽天でプレーすることが決まった。
2009年は開幕戦に4番ファーストでスタメン出場。開幕1打席目でダルビッシュ有から両リーグ一番乗りとなる第1号2ランを放ったが、打率が.165と2割にも満たないなど極度の不振が続き、5月24日に一軍登録を抹消された。その後、7月4日に一軍登録されてからは復調し、最終的には打率.253、14本塁打、54打点の成績を残したが、結局、シーズン終了を以って自由契約となり退団。

### アトランティックリーグ時代
2010年からは米国のプロ野球独立リーグ・アトランティックリーグのニューアーク・ベアーズでプレーしていた。

### オリックス復帰
2010年6月3日にオリックス・バファローズと契約。2002年以来、8シーズンぶりに古巣への復帰（ただし球団は合併している）となった。交流戦後の6月18日に一軍登録され、絶好調だった北川博敏に代わり試合に出ていたが、わずか6試合の出場で、打率.130、0本塁打1打点と調整不足を露呈し、6月26日に登録抹消。7月16日に再昇格したが、またも結果は残せず、7月29日に再度登録抹消。その後、一軍に再登録されることはなく、11月11日に自由契約となった。結局オリックスでは前回在籍の2002年を下回る結果に終わった。

### アトランティックリーグ復帰
2011年は、アトランティックリーグのランカスター・バーンストーマーズでプレーした。

### 引退後
2011年12月、読売ジャイアンツの駐米スカウトに就任。2016年2月からシカゴ・カブスの国際スカウトを務める。2019年からマイアミ・マーリンズ国際スカウト部長を務める。
2016年6月28日の日本ハム対埼玉西武ライオンズ戦の始球式に、稲村亜美の対戦相手として登場。真剣勝負で行われたこの対決では、稲村の投じた102km/hの直球をセンター前に弾き返した。
2021年11月2日、埼玉西武ライオンズ国際業務担当（駐米）に就任。2023年時点の役職は国際スカウト（駐米）。
2024年8月12日、エスコンフィールドHOKKAIDOでの日本ハム対埼玉西武ライオンズ戦のファーストピッチセレモニーに登場して投球。その後3回表・裏に解説席に座り、通訳を通じてコメントを提供。

## エピソード
- 2007年6月19日の広島戦で両打席本塁打を達成したときのバットのモデルはスポーツ用品メーカーではなく、モントリオールの家具メーカーが気まぐれで作ったものだった。素材は硬いメープルで「折れないのがなにより」と1本のバットでシーズンを乗り切ったこともあった[16]。
- 2019年5月23日に古巣日本ハムに所属する杉谷拳士が両打席本塁打を達成した際、「セギノール以来ですよね。これから『スギノール』と呼んでください」とアピールしたことがある[17]。これに関連し、2024年にはホクレン「北海道スポーツ応援メシ」のCMにて杉谷と共演している[18]。

## 詳細情報

### 年度別打撃成績
| 年 度    | 球 団      | 試 合 | 打 席 | 打 数 | 得 点 | 安 打 | 二 塁 打 | 三 塁 打 | 本 塁 打 | 塁 打 | 打 点 | 盗 塁 | 盗 塁 死 | 犠 打 | 犠 飛 | 四 球 | 敬 遠 | 死 球 | 三 振 | 併 殺 打 | 打 率 | 出 塁 率 | 長 打 率 | O P S |
| -------- | ---------- | ----- | ----- | ----- | ----- | ----- | -------- | -------- | -------- | ----- | ----- | ----- | -------- | ----- | ----- | ----- | ----- | ----- | ----- | -------- | ----- | -------- | -------- | ----- |
| 1998     | MON        | 16    | 46    | 42    | 6     | 11    | 4        | 0        | 2        | 21    | 3     | 0     | 0        | 0     | 1     | 3     | 0     | 0     | 15    | 1        | .262  | .304     | .500     | .804  |
| 1999     | MON        | 35    | 119   | 105   | 14    | 27    | 9        | 0        | 5        | 51    | 10    | 0     | 0        | 0     | 2     | 5     | 1     | 7     | 33    | 1        | .257  | .328     | .486     | .813  |
| 2000     | MON        | 76    | 175   | 162   | 22    | 45    | 8        | 0        | 10       | 83    | 22    | 0     | 1        | 0     | 1     | 9     | 0     | 3     | 46    | 5        | .278  | .326     | .512     | .838  |
| 2001     | MON        | 46    | 54    | 50    | 0     | 7     | 2        | 0        | 0        | 9     | 5     | 0     | 0        | 0     | 1     | 2     | 1     | 1     | 17    | 4        | .140  | .185     | .180     | .365  |
| 2002     | オリックス | 89    | 326   | 280   | 39    | 57    | 8        | 0        | 23       | 134   | 47    | 1     | 0        | 0     | 0     | 40    | 4     | 6     | 104   | 5        | .204  | .316     | .479     | .795  |
| 2003     | NYY        | 5     | 8     | 7     | 0     | 1     | 0        | 0        | 0        | 1     | 0     | 0     | 0        | 0     | 0     | 1     | 0     | 0     | 3     | 0        | .143  | .250     | .143     | .393  |
| 2004     | 日本ハム   | 125   | 530   | 443   | 86    | 135   | 24       | 0        | 44       | 291   | 108   | 0     | 1        | 0     | 3     | 70    | 8     | 14    | 110   | 15       | .305  | .413     | .657     | 1.070 |
| 2005     | 日本ハム   | 133   | 544   | 489   | 72    | 141   | 20       | 0        | 31       | 254   | 86    | 1     | 1        | 0     | 1     | 45    | 5     | 9     | 141   | 12       | .288  | .358     | .519     | .878  |
| 2006     | 日本ハム   | 132   | 540   | 485   | 60    | 143   | 37       | 0        | 26       | 258   | 77    | 0     | 0        | 0     | 6     | 40    | 3     | 9     | 119   | 13       | .295  | .356     | .532     | .888  |
| 2007     | 日本ハム   | 134   | 546   | 470   | 50    | 117   | 21       | 0        | 21       | 201   | 68    | 0     | 0        | 0     | 2     | 65    | 11    | 9     | 130   | 14       | .249  | .350     | .428     | .777  |
| 2008     | 楽天       | 39    | 157   | 136   | 24    | 44    | 7        | 0        | 13       | 90    | 40    | 0     | 0        | 0     | 1     | 14    | 1     | 6     | 40    | 5        | .324  | .408     | .662     | 1.069 |
| 2009     | 楽天       | 104   | 361   | 316   | 37    | 80    | 18       | 0        | 14       | 140   | 54    | 1     | 0        | 0     | 1     | 39    | 2     | 5     | 83    | 8        | .253  | .343     | .443     | .787  |
| 2010     | オリックス | 11    | 38    | 37    | 1     | 7     | 3        | 0        | 0        | 10    | 3     | 0     | 0        | 0     | 0     | 0     | 0     | 1     | 11    | 0        | .189  | .211     | .270     | .481  |
| MLB：5年 | MLB：5年   | 178   | 402   | 366   | 42    | 91    | 23       | 0        | 17       | 165   | 40    | 0     | 1        | 0     | 5     | 20    | 2     | 11    | 114   | 11       | .249  | .303     | .451     | .754  |
| NPB：8年 | NPB：8年   | 767   | 3042  | 2656  | 369   | 724   | 138      | 0        | 172      | 1378  | 483   | 3     | 2        | 0     | 14    | 313   | 34    | 59    | 738   | 72       | .273  | .360     | .519     | .879  |

- 各年度の太字はリーグ最高

### 年度別守備成績
| 年 度 | 球 団      | 一塁（1B） | 一塁（1B） | 一塁（1B） | 一塁（1B） | 一塁（1B） | 一塁（1B） | 左翼（LF） | 左翼（LF） | 左翼（LF） | 左翼（LF） | 左翼（LF） | 左翼（LF） | 右翼（RF） | 右翼（RF） | 右翼（RF） | 右翼（RF） | 右翼（RF） | 右翼（RF） |
| 年 度 | 球 団      | 試 合      | 刺 殺      | 補 殺      | 失 策      | 併 殺      | 守 備 率   | 試 合      | 刺 殺      | 補 殺      | 失 策      | 併 殺      | 守 備 率   | 試 合      | 刺 殺      | 補 殺      | 失 策      | 併 殺      | 守 備 率   |
| ----- | ---------- | ---------- | ---------- | ---------- | ---------- | ---------- | ---------- | ---------- | ---------- | ---------- | ---------- | ---------- | ---------- | ---------- | ---------- | ---------- | ---------- | ---------- | ---------- |
| 1998  | MON        | 7          | 44         | 5          | 0          | 3          | 1.000      | 8          | 20         | 0          | 0          | 0          | 1.000      | 1          | 1          | 0          | 0          | 0          | 1.000      |
| 1999  | MON        | 23         | 172        | 11         | 2          | 20         | .989       | 6          | 10         | 0          | 0          | 0          | 1.000      | 3          | 1          | 0          | 0          | 0          | 1.000      |
| 2000  | MON        | 30         | 144        | 11         | 2          | 16         | .987       | 16         | 9          | 0          | 2          | 0          | .818       | 14         | 8          | 1          | 1          | 0          | .900       |
| 2001  | MON        | 7          | 20         | 3          | 2          | 3          | .920       | 7          | 7          | 1          | 0          | 0          | 1.000      | 7          | 1          | 0          | 0          | 0          | 1.000      |
| 2002  | オリックス | 42         | 324        | 21         | 2          | 23         | .994       | -          | -          | -          | -          | -          | -          | -          | -          | -          | -          | -          | -          |
| 2003  | NYY        | 3          | 9          | 3          | 0          | 0          | 1.000      | -          | -          | -          | -          | -          | -          | -          | -          | -          | -          | -          | -          |
| 2004  | 日本ハム   | 76         | 603        | 39         | 6          | 59         | .991       | -          | -          | -          | -          | -          | -          | -          | -          | -          | -          | -          | -          |
| 2005  | 日本ハム   | 41         | 333        | 26         | 4          | 39         | .989       | -          | -          | -          | -          | -          | -          | -          | -          | -          | -          | -          | -          |
| 2006  | 日本ハム   | 18         | 142        | 10         | 0          | 16         | 1.000      | -          | -          | -          | -          | -          | -          | -          | -          | -          | -          | -          | -          |
| 2007  | 日本ハム   | 39         | 300        | 16         | 2          | 32         | .994       | -          | -          | -          | -          | -          | -          | -          | -          | -          | -          | -          | -          |
| 2008  | 楽天       | 28         | 198        | 12         | 0          | 10         | 1.000      | -          | -          | -          | -          | -          | -          | -          | -          | -          | -          | -          | -          |
| 2009  | 楽天       | 87         | 666        | 43         | 4          | 68         | .994       | -          | -          | -          | -          | -          | -          | -          | -          | -          | -          | -          | -          |
| MLB   | MLB        | 70         | 389        | 33         | 6          | 42         | .986       | 37         | 46         | 1          | 2          | 0          | .959       | 25         | 11         | 1          | 1          | 0          | .923       |
| NPB   | NPB        | 331        | 2566       | 167        | 18         | 247        | .993       | -          | -          | -          | -          | -          | -          | -          | -          | -          | -          | -          | -          |

### タイトル
NPB
- 本塁打王：1回（2004年）

### 表彰
NPB
- ベストナイン：2回 （2004年、2006年）（指名打者部門）
- 日本シリーズ優秀選手賞：1回 （2006年）
- 月間MVP：3回 （2004年4月、2006年9月、2008年9月）

MiLB
- インターナショナルリーグMVP：1回（2003年）

### 記録
NPB初記録
- 初出場・初先発出場：2002年3月30日、対大阪近鉄バファローズ1回戦（大阪ドーム）、5番・一塁手として先発出場
- 初安打・初打点：同上、1回表にショーン・バーグマンから中堅へ適時二塁打
- 初本塁打：2002年4月3日、対日本ハムファイターズ2回戦（東京ドーム）、4回表にカルロス・ミラバルから右越ソロ
- 初盗塁：2002年7月28日、対大阪近鉄バファローズ18回戦（大阪ドーム）、9回表に二盗（投手：宮本大輔、捕手：藤井彰人）

NPB節目の記録
- 100本塁打：2006年4月2日、対オリックス・バファローズ3回戦（大阪ドーム）、7回表に山本省吾から左越2ラン　※史上244人目
- 150本塁打：2008年9月2日、対オリックス・バファローズ20回戦（クリネックススタジアム宮城）、1回裏にラモン・オルティズから右越2ラン　※史上150人目

両打席本塁打に関する記録
- 左右打席本塁打通算9度　※プロ野球最多記録

|   | 日付          | 対戦球団         | 球場                   | 回       | 打席 | 相手投手                   | 回  | 打席 | 相手投手 |
| - | ------------- | ---------------- | ---------------------- | -------- | ---- | -------------------------- | --- | ---- | -------- |
| 1 | 2002年5月5日  | 近鉄7回戦        | グリーンスタジアム神戸 | 3回      | 右   | 小池秀郎                   | 6回 | 左   | 門倉健   |
| 2 | 2002年5月6日  | ロッテ7回戦      | グリーンスタジアム神戸 | 1回      | 左   | 小野晋吾                   | 3回 | 右   | 川井貴志 |
| 3 | 2002年7月26日 | 近鉄16回戦       | 大阪ドーム             | 2回      | 右   | 前川勝彦                   | 6回 | 左   | 宮本大輔 |
| 4 | 2004年5月21日 | 近鉄6回戦        | 東京ドーム             | 1回      | 左   | 川尻哲郎                   | 3回 | 右   | 高木康成 |
| 5 | 2004年6月29日 | ロッテ16回戦     | 札幌ドーム             | 2回      | 左   | 内竜也                     | 4回 | 右   | 高木晃次 |
| 6 | 2006年9月9日  | オリックス19回戦 | 京セラドーム大阪       | 1回      | 右   | 中山慎也                   | 2回 | 左   | 萩原淳   |
| 7 | 2007年6月19日 | 広島3回戦        | 広島市民球場           | 3回、6回 | 右   | ジャレッド・フェルナンデス | 7回 | 左   | 横山竜士 |
| 8 | 2008年8月30日 | ロッテ19回戦     | Kスタ宮城              | 5回      | 右   | 成瀬善久                   | 9回 | 左   | 荻野忠寛 |
| 9 | 2009年8月18日 | 日本ハム16回戦   | 旭川スタルヒン         | 2回      | 右   | 八木智哉                   | 8回 | 左   | 谷元圭介 |

- 2試合連続左右打席本塁打：2002年5月5日・6日（上記参照）　※プロ野球史上初
- 左右打席3打席連続本塁打：2007年6月19日（上記参照）。巨人のロイ・ホワイトが1980年6月12日に達成して以来2人目。
- スイッチヒッターのシーズン最多本塁打：44本塁打（2004年）　※従来記録は1990年の西武・オレステス・デストラーデの42本塁打

13球団からの本塁打に関する記録
- 全球団から本塁打：2005年7月2日、対東北楽天ゴールデンイーグルス6回戦（フルキャストスタジアム宮城）、5回表に山村宏樹から右越逆転2ラン　※史上5人目

2004年限りで消滅した近鉄を含む13球団からの本塁打は初

### 背番号
- 33 （1998年）
- 19 （1999年 - 2001年）
- 55 （2002年）
- 48 （2003年）
- 5 （2004年 - 2009年）
- 59 （2010年）

### 登場曲
- Lil Jon：「Snap Yo Fingers feat. E-40 & Sean Paul of Youngbloodz」
- Nelly、P.Diddy、Murphy Lee：「Shake Ya Tailfeather」
- La Banda Chula：「Sobrao De Mambo」
- T.I.：「Big Things Poppin' (Do It)」
- DREAMS COME TRUE：「決戦は金曜日」